# Chile insular

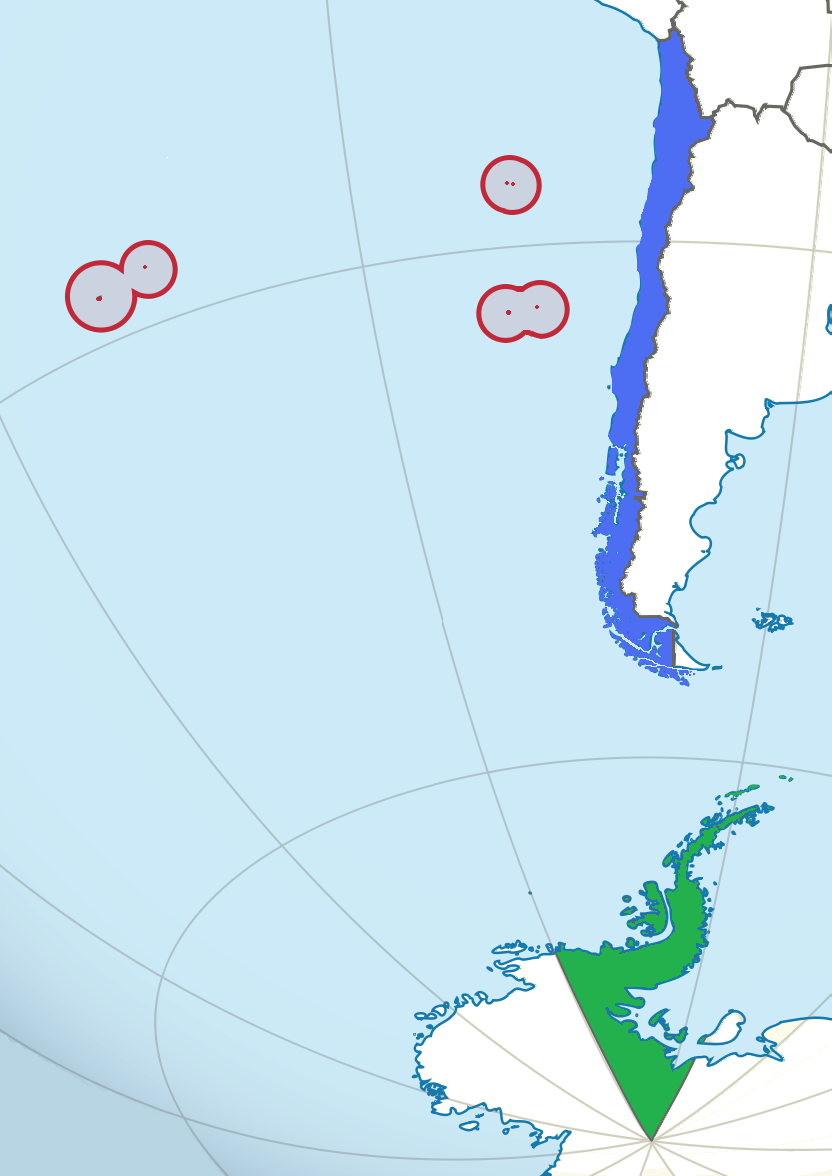
Mapa de las tres áreas en que se divide el territorio chileno:
En azul: Chile continental.
En rojo: Chile insular.
En verde: Chile antártico.

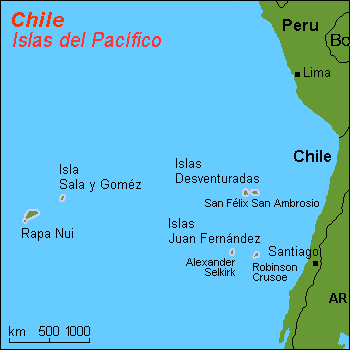
Mapa con los territorios del llamado Chile insular.

Chile insular es un conjunto disperso de pequeñas islas y archipiélagos de origen volcánico en el Pacífico Sur, alejados de Sudamérica, que son territorios bajo soberanía de Chile: el archipiélago Juan Fernández y las islas Desventuradas forman el llamado «Chile insular continental», mientras que la isla Sala y Gómez y la isla de Rapa Nui, ambas geográficamente ubicadas en la Polinesia, forman el denominado «Chile insular oceánico». Todo Chile insular, administrativamente depende de la Región de Valparaíso.
Las islas Esporádicas no son los únicos territorios insulares chilenos; más bien apenas 328 km², cerca del 0,3%, corresponde a este conjunto heterogéneo, siendo el resto un total de 3739 islas y 2180 islotes, cuya superficie alcanza los 105 561 km², parte de lo que en la política oficial chilena se distingue el «Chile insular» del «Chile continental», que corresponde al territorio del país en América del Sur y sus islas adyacentes.
- A 670 km de distancia al oeste de Valparaíso, se encuentra el archipiélago Juan Fernández, compuesto por las islas Robinson Crusoe, Alejandro Selkirk y Santa Clara.
- A más de 800 km de distancia del territorio continental, frente a la Región de Atacama, se ubican las llamadas islas Desventuradas, compuesta por las islas San Ambrosio y San Félix.
- A 3220 km al oeste de Chañaral y a 415 km al noreste de Rapa Nui, se ubica la isla Sala y Gómez.
- A 3600 km al oeste de Caldera, se ubica la Isla Rapa Nui, que tiene una superficie de 163,6 km², siendo la principal de las islas Esporádicas.

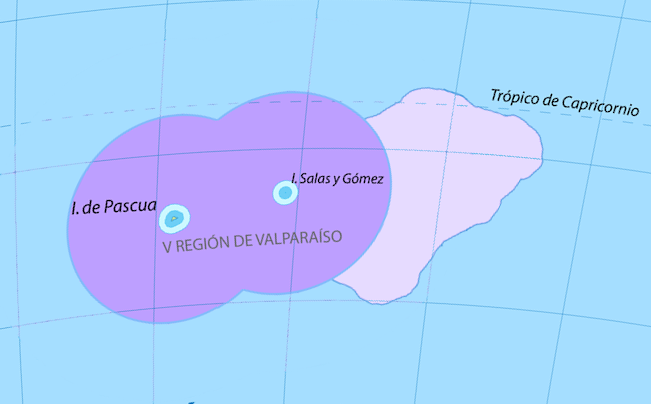
Isla de Pascua o Rapa Nui y la isla Salas y Gómez, Chile, con sus aguas territoriales y su plataforma continental extendida.
Zona Económica Exclusiva y Plataforma Continental
Plataforma Continental Extendida

De todas ellas, solo las islas de Pascua y Robinson Crusoe están habitadas. La primera, la más alejada del continente y culturalmente polinésica —parte de Oceanía, al igual que Salas y Gómez—, en tanto que las islas Desventuradas y el archipiélago de Juan Fernández son sudamericanas.
Las islas Esporádicas son administradas como parte de la Región de Valparaíso. Las islas de Pascua y Salas y Gómez forman la comuna de Isla de Pascua, único componente de la provincia homónima. Las islas Desventuradas y Juan Fernández pertenecen a la Provincia de Valparaíso, las primeras como parte de la comuna de Valparaíso y las segundas conformando la comuna de Juan Fernández.
En cuanto a los husos horarios, las islas Desventuradas y el archipiélago de Juan Fernández se ubican en el huso UTC-3 (horario de verano) y UTC-4 (horario de invierno), al igual que Chile continental, mientras que Isla de Pascua y la isla Salas y Gómez están con dos horas de diferencia (UTC-5 en verano y UTC-6 en invierno).

## Islas fantasmas
Algunas cartas de navegación de la Armada de Chile producidas por su Servicio Hidrográfico y Oceanográfico (SHOA) han descrito una serie de rocas, arrecifes e islotes en el Pacífico Sur, ubicados frente a las costas de Chile y que han sido reportados por navegantes a lo largo de más de un siglo. Sin embargo, expediciones posteriores no han podido corroborar la existencia de dichos accidentes geográficos. A pesar de ello, estos puntos han sido mantenidos en algunas cartas como forma de alertar posibles peligros para la navegación. La emergencia (quizás temporal) de esas rocas y arrecifes sería producto de la frecuente actividad sísmica en la región.
Fuera de su inclusión en algunas cartas de navegación, esas rocas y arrecifes no aparecen descritas en la cartografía oficial chilena ni en la legislación actual de ese país, por lo que no forman parte efectiva de su territorio.
El más conocido de estos arrecifes fantasmas es la isla Podestá, que habría sido descubierta por un marino italiano en 1879 y que estaría localizada a 1390 km de distancia de Valparaíso a 32°14′S 89°08′O / -32.233, -89.133, pero de la cual no se han dado a conocer más avistamientos por lo que se mantiene categorizada como una isla fantasma y fue removida de las cartas en 1935.
Otras rocas y arrecifes serían:
1. Arrecife Sefton (1908), reportado a 36°54′S 86°25′O / -36.900, -86.417.
2. Banco Pactolus (1885), reportado a 56°40′S 74°20′O / -56.667, -74.333.
3. Roca Emily (1869), reportada a 25°38′S 87°25′O / -25.633, -87.417.
4. Roca marcada P.D. (1869), reportada a 25°40′S 85°00′O / -25.667, -85.000.
5. Roca Minnehaha (1879), reportada a 25°50′S 106°20′O / -25.833, -106.333.
6. Roca Yosemite (1903), reportada a 32°05′S 83°16′O / -32.083, -83.267.
7. Sin nombre, reportado a 43°13′S 97°43′O / -43.217, -97.717.